# Lancia Delta

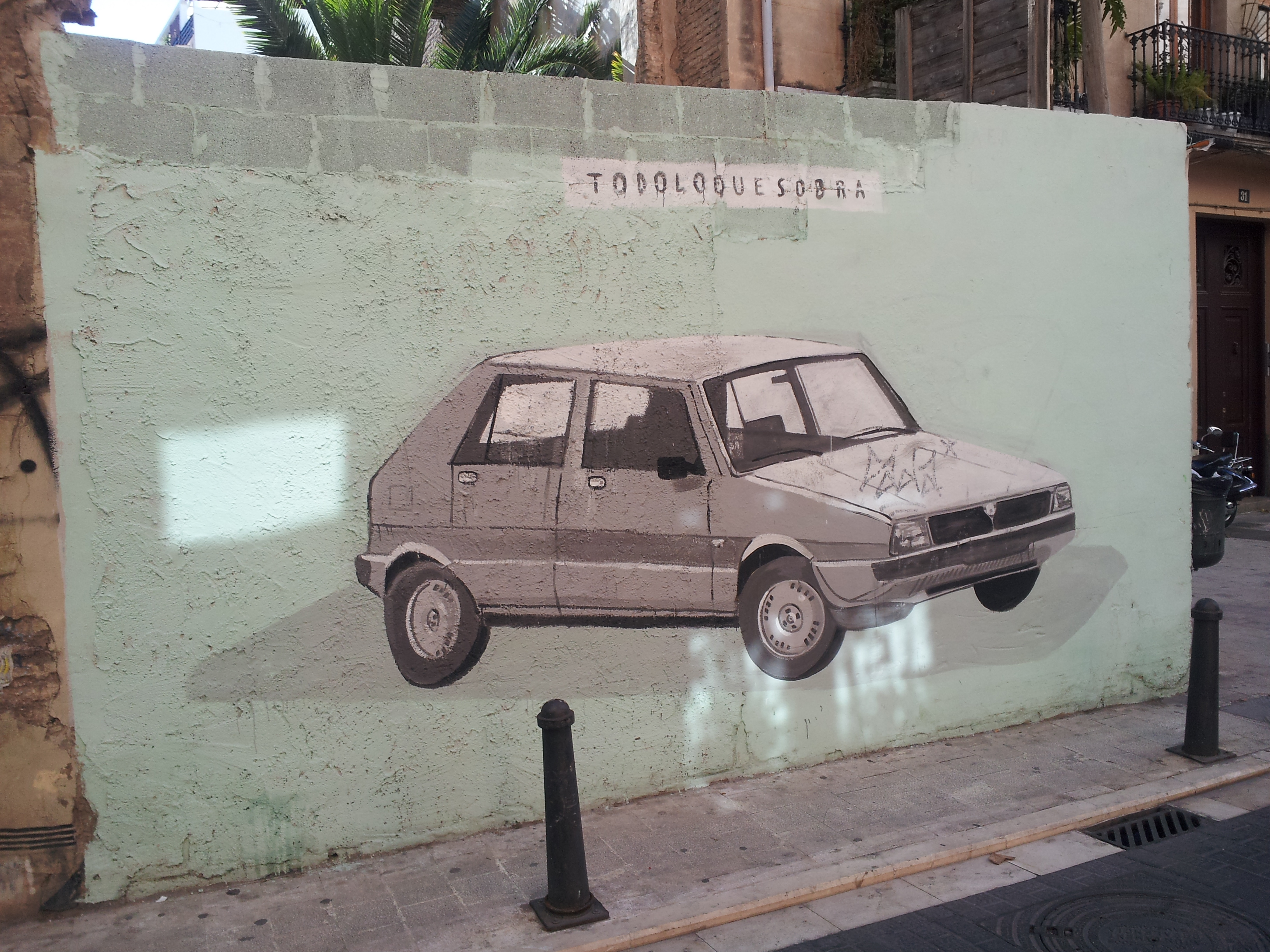
Graffiti d'Escif sobre la falla Tot el que Sobra, amb un Lancia Delta.

El Lancia Delta és un automòbil del segment C produït pel fabricant italià Lancia entre 1979 i 1994. La primera generació Delta va dominar el Campionat del Món de Ral·lis a finals de la dècada de 1980 i principis dels 90. Els requisits d'homologació de les regulacions del Grup A van significar comercialitzar versions per carretera d'aquests cotxes de competició: el Lancia Delta HF 4WD i l'HF Integrale. Es van produir un total de 44.296 integrals.

## Primera generació
La primera generació del Delta va ser dissenyada per Giorgetto Giugiaro. A Suècia el va comercialitzar Saab com Saab 600. Saab també va ajudar en el disseny i la logística, fent que tingués un dels millors comportaments en climes freds i una bona resistència a la corrosió.
Si bé la majoria de les unitats que es van vendre van ser de versions corrents, el model més famós va ser el Delta HF Integrale, dotat de tracció a les quatre rodes i un potent motor, la versió del qual de competició va guanyar el Campionat de Constructors del Campionat del Món de Ral·lis durant sis temporades consecutives (1987-1992), la qual cosa segueix sent un rècord.
El Lancia Delta S4, amb similar aparença exterior, va ser un vehicle del "Grup B" dissenyat específicament per a la competició i completament diferent en termes de construcció i rendiment.
El Delta va ser votat Cotxe de l'Any a Europa en 1980.

## Segona generació
En 1993 es va introduir la segona generació del Delta, publicitada com el Nou Delta. Està basada en la plataforma del Fiat Tipo. El Nou Delta oferia fins a 193 c.v. (144 kW), però no la famosa tracció integral. El Delta HF Integrale s'ha convertit ja en un clàssic de l'automobilisme.